# Tales of the Abyss
Pour les articles homonymes, voir Abyss.
 (juillet 2009).
Si vous disposez d'ouvrages ou d'articles de référence ou si vous connaissez des sites web de qualité traitant du thème abordé ici, merci de compléter l'article en donnant les références utiles à sa vérifiabilité et en les liant à la section « Notes et références ».
Tales of the Abyss (テイルズ オブ ジ アビス, Teiruzu obu ji Abisu) est un jeu vidéo de rôle développé par Namco Tales Studio et édité par Namco. Il sort sur PlayStation 2 en décembre 2005 au Japon puis en octobre 2006 en Amérique du Nord.
Une version 3DS est également sortie le 30 juin 2011 au Japon, le 25 novembre 2011 en Europe et le 14 février 2012 aux États-Unis.

## Graphismes
Ce jeu ne reprend pas le système graphique de Tales of Symphonia - à savoir le cel-shading - mais offre plutôt au joueur un univers détaillé en 3D, débordant de dynamisme et de couleurs. Tales of the Abyss exploite parfaitement les capacités d'affichage de la PlayStation 2[réf. nécessaire].

## Scénario
Tout aussi complexe que celui de Tales of Symphonia, il offre cependant des axes différents. En effet ce jeu offre de nombreuses pistes de réflexions sur des problèmes actuels, et les personnages charismatiques possèdent tous un passé sombre.
L'histoire commence quand un jeune noble naïf et égoïste nommé Luke Fon Fabre voit son maître d'armes, Van, se faire attaquer par une mystérieuse jeune femme. En touchant cette dernière, il se retrouve téléporté à l'autre bout du monde dans une région hostile à son pays d'origine, et décide de rentrer chez lui. Il sera aidé par la jeune femme en question, Tear, ainsi que par son valet Guy, le colonel Jade et la petite Anise.
Mais tout n'est pas aussi facile et la confusion règne très vite. La présence dans le groupe du jeune Ion, leader de l'Ordre de Lorelei, la religion la plus pratiquée, amène moult problèmes. Ce dernier est chargé de se rendre dans le pays de Luke pour empêcher une guerre inutile d'éclater, mais un corps armé de l'Ordre de Lorelei, appelé les Généraux Divins, est chargé de l'arracher aux mains du groupe.

## Personnages Jouables
- Luke Fon Fabre : Personnage principal de l'histoire. Luke Fon Fabre est le fils héritier d'une noble famille du royaume de Kimlasca-Lanvaldear. Au début de l'histoire, on apprend qu'il a été enlevé quand il était jeune et qu'il a perdu la mémoire.

- Mystearica « Tear » Grants : élément déclencheur de l'histoire lors de son premier combat avec Luke. Une jeune fille nommé Mystearica qui nous vient de Qlipoth, situé sous les terres extérieures. Elle est aussi chevalier de l'oracle à la tête de la première division de renseignement sous les ordres de Maestro Mohs. Il s'agit également de la sœur de Van.

- Anise Tatlin : Elle est la gardienne de l'élu maître Ion. La poupée en peluche qu'elle porte sur son dos, Tokunaga, peut devenir énorme, et elle s'en sert alors pour combattre sur son dos. Elle espère se marier à un homme riche et elle s'est mis en tête de devenir la femme de Luke.

- Jade Curtiss : Autrement connu sous le nom de Jade le nécromancien. C'est un colonel de l'empire militaire de Malkuth. Il est à la fois un foniste de talent et un maître dans le maniement des lances. Il affiche toujours un grand sourire, donc personne ne peut vraiment savoir ce qu'il pense.

- Guy Cecil : C'est un servant de la maison des Fabre. Il est intelligent amusant et serviable. Il a la phobie des femmes. Luke ne le considère pas comme un servant mais plutôt comme un ami. Il est un expert dans le maniement de l'épée et son style est très fluide.

- Natalia Luzu Kimlasca Lanvaldear : La princesse du royaume de Kimlasca-Lanvaldear. Elle est hautaine et arrogante, mais c'est une experte du maniement de l'arc et c'est aussi la fiancée de Luke. Durant le long voyage qui les attend, elle prouvera sa détermination de nombreuses fois.

- Asch : Il s'agit en fait du véritable héritier de la famille Fon Fabre.

## Autres Personnages
- Ion : Maitre Ion. Il est l'élu pour être le maître des phons de l'église de Lorelei.

- Mieu : C'est un jeune Cheagle, bête sacré pour l'église de Lorelei. L'anneau du sorcier lui permet de parler. Il a mis accidentellement le feu à la foret des ligers qui migrent alors dans la foret des Cheagles. Après que Tear, Ion et Luke, l'aient aidé à tuer la Mère liger, il est exilé par son peuple et accompagne Luke dans son aventure.

- Noelle : Pilote d'un avion équipé d'une technologie phonique.

- Peony IX: Empereur de Malkuth.

- Van : Le frère de Tear et ancien maître de Luke. C'est le principal antagoniste.
- Legretta : Chevalier de l'oracle sous les ordres de maitre Van.
- Arietta : Ancienne gardienne du maitre des phons.
- Largo : Le personnage silencieux mystérieux de l'histoire. Il est Surnommé le Lion noir.
- Dist : Personnage a caractère très spécial. Il ne pense qu'à lui-même quelles que soient les situations.
- Sync : Autre réplique du maître des phons puis rejeté comme une mauvaise expérience.
- Mohs : Il est à la tête de l'église.

## Système de jeu
Basé sur Tales of Symphonia, il offre toutefois la capacité de se mouvoir librement sur l'aire de combat et non plus uniquement face à l'ennemi. La caméra du mode multijoueur est enfin correcte, si bien que tous les joueurs peuvent voir la position de leur personnage.
Les magies et techniques de ce jeu sont familières aux joueurs des précédents opus. Il est désormais possible d'associer ces techniques à chacun des 4 éléments pour créer une capacité bien plus puissante.
La croissance des personnages lors d'un gain de niveau est influencée par les Capacity Cores. Ce sont des objets au nombre de 30 que l'on trouve au fil de l'aventure. Il faut en équiper un par personnage, qui bénéficiera des effets associés (par exemple Force +2, Défense +1) à chaque Level-Up.
Les statistiques gagnées grâce aux Capacity Cores permettent de débloquer des compétences de combat (Add Skils). Ces compétences sont similaires à celles des Gemmes Ex de Tales of Symphonia.
Chaque technique peut se voir équipée un "Chamber". C'est une pierre (il en existe 4 différentes) qui permet d'amplifier la technique à laquelle elle est associée. On pourra alors observer des effets bonus tels qu'une diminution du coût en TP, la possibilité de voler des objets, ou d'augmenter les dégâts.

## Distinction
Le magazine japonais Famitsu lui a attribué la note de 36/40 soit la meilleure note reçue par la série Tales of dans ce magazine.

## Postérité
Une version de Tales of the Abyss sur Nintendo 3DS est sorti en 2011 au Japon. Le jeu est finalement sorti en Europe sous sa version 3DS le 25 novembre 2011, mais le jeu ne possède qu'une traduction anglaise.

## Adaptations
Le jeu est adapté en une série manga par Rei, prépubliée dans le magazine Dengeki Maoh et publiée par ASCII Media Works en huit volumes sortis entre octobre 2005 et 2010. La version française est éditée par Ki-oon en huit volumes sortis entre avril 2011 et avril 2012.
Le manga lui-même est adapté en anime en 2008.